# Новояз
Новоя́з, новоре́чь, или новосло́в (англ. Newspeak) — вымышленный язык из романа-антиутопии Джорджа Оруэлла «1984». В романе новоязом называется язык тоталитарной Океании, изуродованный партийной идеологией и партийно-бюрократическими лексическими оборотами, в котором слова теряют свой изначальный смысл и означают нечто противоположное (например, «Война — это мир»).
В романе новояз описывается как «единственный на свете язык, чей словарь с каждым годом сокращается». Оруэлл включил в роман в форме приложения эссе «О новоязе», в котором объясняются базовые принципы построения языка. Новояз у Оруэлла образуется из английского языка путём существенного сокращения и упрощения его словаря и грамматических правил. Язык в романе служит тоталитарному режиму партии «Ангсоц» и призван сделать невозможным оппозиционный образ мышления («мыслепреступление») или речи путём исключения слов или выражений, описывающих понятия свободы, революции и т. д. Один из персонажей романа так говорит о сокращающемся словаре нового языка: «Это прекрасно — уничтожать слова».
Английский язык на новоязе получает название «старояз». Старояз в романе должен был быть полностью вытеснен новоязом к 2050 году.
Моделью для построения новояза послужили официальные документы современных Оруэллу тоталитарных режимов Третьего рейха и сталинского СССР. Происхождение новояза связано с «бейсик-инглиш», плановым языком, использование которого Оруэлл пропагандировал с 1942 по 1944 год, позже отвергнув его в эссе «Политика и английский язык». В этой работе он критиковал качество современного ему английского языка, приводя примеры исчезающих метафор, претенциозного красноречия и бессмысленных слов, приводящих к размыванию содержания понятий и недостатку логики в высказываниях. В заключении этого эссе Оруэлл пишет:

Если вы не знаете, что представляет собой фашизм, как вы можете против него бороться? Нельзя принимать на веру подобную бессмыслицу, а надо осознать, что современный политический хаос связан с деградацией языка, и тогда, возможно, удастся внести некоторые улучшения и предотвратить надвигающуюся кончину. …Политический язык (это можно отнести практически ко всем политическим партиям, начиная с консерваторов и заканчивая анархистами) создан, чтобы заставить ложь выглядеть правдоподобно, и вынуждает нас, позабыв обо всех приличиях, признать непоколебимой истиной то, что является чистейшим вздором.

## Основные принципы новояза
Основными характеристиками новояза в том виде, в котором он был сформулирован Оруэллом в приложении к роману «1984», являются следующие.

### Разделение лексики языка на три словаря по области употребления
Словарь A включал только те слова, которые годны для использования в повседневной жизни. Поскольку был в ходу у народа, слова составлялись по самой строгой схеме. В этом словаре наиболее ярко проявлялось стремление минимизировать словарный обиход, по возможности делая слова краткими, но легко различаемыми на слух. Был построен на базе обычных слов старояза, очищенных при этом от двусмысленностей и неясностей. Будучи чрезвычайно скудным, годился в основном лишь для бытовых нужд, поскольку позволял выражать мысли только в отношении конкретных объектов и физических действий. В силу своей специфики был непригоден для философских размышлений на абстрактные темы.
Словарь B прежде всего состоял из слов, специально конструируемых для выражения политических или этических понятий. Стремились наиболее полно и точно отразить эти понятия с помощью слов, приоритет всё же состоял в том, чтобы вводить в употребление такие слова, которые бы автоматически навязывали использующему их определённую позицию.
Словарь C являлся вспомогательным, в него включались лишь научные и технические термины, имеющие хождение среди специалистов. Смысл этих терминов также был очищен от нежелательных значений, они практически не пересекались с лексемами двух других словарей.

### Ликвидация смысловых оттенков и сокращение словаря
Новояз был сконструирован таким образом, чтобы его словами легко можно было выразить дозволенные идеологией значения, но нельзя было ни прямо, ни косвенно высказать все остальные. Для этого из него исключались слова, имеющие нежелательные значения, а те из них, которые сохранялись, были очищены от всех «лишних» значений. Оруэллом приводится следующий пример:

Слово «свободный» в новоязе осталось, но его можно было использовать лишь в таких высказываниях, как «свободные сапоги», «туалет свободен». Оно не употреблялось в старом значении «политически свободный», «интеллектуально свободный», поскольку свобода мысли и политическая свобода не существовали даже как понятия, а следовательно и не требовали обозначений.

Например, новояз позволял сказать: «Все люди равны», — но лишь в том смысле, в каком старояз позволял сказать: «Все люди — рыжие». Фраза не содержала грамматических ошибок, но утверждала явную неправду, а именно: что все люди равны по росту, весу и силе. Понятие гражданского равенства больше не существовало, и это второе значение слова «равный», разумеется, отмерло.

Целью новояза было сужение возможных границ человеческого мышления, для чего словарный запас языка сводился к минимуму: если без какого-то слова можно было обойтись, оно должно было быть исключено из словаря новояза.

### Навязывание словами определённой политической позиции
Новояз в романе делал невозможным какие-либо отклонения от господствующей политической позиции. Это достигалось тем, что слова новояза вбирали в себя максимально широкий смысловой круг обозначаемых понятий. Обеднение языка касалось и понятий, насаждаемых официальной идеологией (так, многие её элементы охватывались единым термином «ангсоц»), но особенно оно было характерно для идеологически вредных понятий. Оруэлл пишет, что все слова, связанные с понятиями «свобода» и «равенство», заменялись одним словом «мыслепреступление» (англ. crimethink), а понятия «рационализм» и «объективность» — словом «старомыслие» (англ. oldthink), со всеми видами половых отношений, кроме естественного полового акта в целях зачатия и без физического удовольствия для женщины, — словом «злосекс» (англ. sexcrime). В результате даже если у человека возникала мысль, связанная с одним из этих понятий, у него не было слов, позволяющих как-то выразить её значение, кроме тех, которые означали лишь то, что эта мысль вредна.
Средствами навязывания определённой политической позиции в новоязе выступали также эвфемизмы, причём доведённые до крайней степени, так что буквальное значение слова было прямо противоположным истинному: «радлаг» (англ. joycamp), лагерь радости — концентрационный лагерь, «минимир» (англ. Minipax), министерство мира — министерство войны. Кроме того, создавались слова, соединяющие в себе два противоположных значения («белочёрный»): применяемые по отношению к союзнику, они приобретали положительное звучание, по отношению к врагу — отрицательное.

### Обилие аббревиатур и сложносокращённых слов
В новоязе широко используются нетипичные для английского языка, но обычные в немецком или русском языках сложносокращённые слова, причём нередко от каждого из составляющих сокращение слов оставалось 1-2 слога: «министерство правды» — «миниправ» (англ. Minitrue), «отдел литературы» — «лито» и т. д.

Такой способ образования слов, по мнению Оруэлла, позволял достичь двух целей. Во-первых, речь человека, употребляющего в основном слова из 2-3 слогов, становилась отрывистой и монотонной, чем достигалась цель её отделения от сознания как слушателя, так и говорящего. Во-вторых, Оруэлл считал, что подобные сокращения затеняют первоначальный смысл слова, облегчая таким образом придание ему нужного идеологического содержания. При этом сокращения часто вводили под предлогом более лёгкого произношения слов:

Слова «Коммунистический Интернационал» приводят на ум сложную картину: всемирное человеческое братство, красные флаги, баррикады, Карл Маркс, Парижская коммуна. Слово же «Коминтерн» напоминает всего лишь о крепко спаянной организации и жёсткой системе доктрин. Оно относится к предмету столь же легко узнаваемому и столь же ограниченному в своём назначении, как стол или стул. «Коминтерн» — это слово, которое можно произнести, почти не размышляя, в то время как «Коммунистический Интернационал» заставляет пусть на миг, но задуматься.

### Предельно упрощённая грамматика
Грамматика новояза также была сконструирована предельно просто. Из языка были исключены практически все исключения и нерегулярности. Радикально упрощалось словообразование: любое слово в языке могло использоваться как существительное, прилагательное, глагол и наречие. Например, слово think («думать»), выполняя роль одновременно глагола и существительного, заменило слово thought («мысль»). Если существительное и родственный по смыслу глагол были этимологически не связаны, один из двух корней аннулировался: так, например, глагол cut («резать») был заменён глаголосуществительным knife («нож»). Прилагательные получались из глаголосуществительных добавлением суффикса -ful, а наречия — -wise (например, speedful — «быстрый» и speedwise — «быстро»). Сохранилось некоторое, но весьма небольшое количество прилагательных вроде good, strong, big, black, soft.
Для любого слова могло быть построено отрицание при помощи приставки un- («не») или усиление с помощью приставки plus- или — ради ещё большего усиления — doubleplus-. Таким образом, от слова cold («холодный») образовывались слова uncold («нехолодный»), pluscold («очень холодный») и doublepluscold («в высшей степени холодный»). Аналогичным образом можно было модифицировать любое слово с помощью приставок ante-, post-, up-, down- и тому подобное. Это позволяло сильно сузить словарное гнездо; например, отпадала необходимость в слове bad («плохой»), когда его можно было заменить словом ungood («нехороший»).
У глаголов форма прошедшего времени и причастия прошедшего времени были одинаковы и оканчивались строго на «-ed» (например, от steal — stealed, от think — thinked и так далее). Множественное число всех существительных получалось из единственного добавлением окончания «-s» или «-es» (man, ox, life — mans, oxes, lifes). Степени сравнения прилагательных получались добавлением «-er» для сравнительной степени и «-est» для превосходной (good, gooder, goodest); формы с more и most были вытеснены из языка. Особенности сохранили лишь местоимения (кроме изъятого из языка местоимения whom) и вспомогательные глаголы (кроме shall и should, заменённых на will и would).
Все эти принципы служили одной общей цели: обеднение словарного запаса языка путём исключения из него дублирующих корней.
В переводе Виктора Голышева эта система передавалась применительно к русскому языку так:

Любое слово в языке могло породить гнездо, и в принципе это относилось даже к самым отвлечённым, как, например, «если»: «еслить», «есленно» и т. д. Никакой этимологический принцип тут не соблюдался; словом-производителем могли стать и глагол, и существительное, и даже союз; суффиксами пользовались гораздо свободнее, что позволяло расширить гнездо до немыслимых прежде размеров. Таким образом были образованы, например, слова «едка», «яйцевать», «рычёвка», «хвостистски» (наречие), «настроенческий», «убежденец». Если существительное и родственный по смыслу глагол были этимологически не связаны, один из двух корней аннулировался: так, слово «писатель» означало «карандаш», поскольку с изобретением версификатора писание стало означать чисто физический процесс. Понятно, что при этом соответствующие эпитеты сохранялись, и писатель мог быть химическим, простым и т. д. Прилагательное можно было произвести от любого существительного, как, например: «пальтовый», «жабный», от них — соответствующие наречия и т. д.

Всякого рода особенности в образовании множественного числа существительных, в их склонении, в спряжении глаголов были по возможности устранены. Например, глагол «пахать» имел деепричастие «пахая», «махать» спрягался единственным образом — «махаю» и т. д. Слова «цыплёнок», «крысёнок» во множественном числе имели форму «цыплёнки», «крысёнки» и соответственно склонялись, «молоко» имело множественное число — «молоки», «побои» употреблялось в единственном числе, а у некоторых существительных единственное число было произведено от множественного: «займ». Степенями сравнения обладали все без исключения прилагательные, как, например, «бесконечный», «невозможный», «равный», «тракторный» и «двухвесельный». В соответствии с принципом покорения действительности все глаголы считались переходными: завозразить (проект), задействовать (человека), растаять (льды), умалчивать (правду), взмыть (пилот взмыл свой вертолёт над вражескими позициями). Местоимения с их особой нерегулярностью сохранились, за исключением «кто» и «чей». Последние были упразднены, и во всех случаях их заменило местоимение «который» («которого»).

## Употребление термина «новояз» в публицистике
В современной публицистике термин «новояз» употребляется в следующих значениях:
- Диалект определённой субкультуры, особенно образованный путём преднамеренного искажения слов литературного языка (например, часто термин «новояз» употребляется по отношению к «языку падонков»)[4].
- Языковой стиль политической или иной пропаганды и агитации, в котором используются неологизмы и эвфемизмы, призванные замаскировать или скрыть реальное положение вещей[5]. В частности, как «новояз» в публицистике нередко обозначаются языки официальных документов и периодики нацистской Германии и СССР[6] (например, об уничтожении евреев говорилось как о «окончательном решении еврейского вопроса», об Афганской войне как о «выполнении интернационального долга» и т. п.).
- В своей книге Вечный фашизм итальянский философ  Умберто Эко называет употребление новояза одним из 14-ти признаков фашизма.

## Новояз и естественные языки
Существует мнение, что многие приёмы, использованные при конструировании новояза, являются естественными для некоторых групп языков: так, использование сложносокращённых слов характерно для русского и немецкого, словообразование путём добавления к слову префиксов и суффиксов — для агглютинативных языков и т. д. Не может служить признаком новояза само по себе образование эвфемизмов, которое также является естественным языковым процессом. Вместе с тем, ни сложносокращённые слова, ни агглютинация действительно не характерны для аналитического английского языка.
Кроме того, любой язык содержит в себе отдельные элементы новояза, поскольку любому естественному языку присуща регулятивная функция (воздействие на адресата с целью создать у него определённое представление о предмете или побудить его к совершению каких-либо действий).
Поэтому в лингвистике и социальной философии термин «новояз» используется лишь по отношению к ситуации, когда конструктивные элементы новояза преднамеренно и массово используются для воздействия на сознание человека.

Язык — цемент тоталитаризма, важнейший фронт идеологического овладения жизнью. Перестройка действительности начинается с операций по переработке языка в «новоречь» (орвеловский newspeak). Последняя состоит из идеологически нагруженных штампов и перелицованных понятий и базируется на разветвлённом лингвистическом этикете, на строгом режиме языковых запретов и предписаний. Аксиоматика официальной веры хитрыми путями преломляется в стилистике и интонации, морфологии и синтаксисе, словоупотреблении и пунктуации. Вмешательство в процесс мышления начинается, таким образом, уже на уровне кода, то есть орудий и элементарных единиц мысли, каковые вместе со встроенной в них идеологией должны усваиваться носителями языка непроизвольно, западая в автоматизированную, нерассуждающую область сознания.

Если оруэлловский новояз — это в значительной мере условный литературный ответ на одиозную языковую практику других стран, то более раннюю и весьма развёрнутую «ироническую реакцию на тоталитарное манипулирование языком» изнутри формирующейся системы советского новояза 1920-х годов представили романы И. Ильфа и Е. Петрова «Двенадцать стульев» и «Золотой телёнок». «В этом качестве они сыграли роль основоположной книги, своего рода базовой грамматики для советского юмора последующих десятилетий». При этом профанация бюрократическо-идеологической новоречи у Ильфа и Петрова охватывает широкий исторический период, включая в себя и обыгрывание дореволюционных языковых клише. Но если старые формулы в их романах, «как правило, фигурируют в виде безвредных и издевательски попираемых окаменелостей, то советские, напротив, предстают как активные, живущие интенсивной паразитической жизнью».